# Ульоа, Антонио де
Анто́нио де Ульо́а (исп. Antonio de Ulloa; 12 января 1716, Севилья — 15 июля 1795, Кадис) — испанский морской офицер, геодезист и астроном.

## Биография
Сын экономиста Бернардо де Ульоа. Его брат Фернандо был главным инженером Канала де Кастилья. В 1733 году поступил в морскую Королевскую Академию Гардемаринов в Кадисе. В 1735 году в звании Teniente de fragata (примерно соответствующее младшему лейтенанту) был направлен вместе со своим коллегой Хорхе Хуаном-и-Сантасильей в качестве членов Французской геодезической экспедиции под началом Пьера Бугера, снаряжённой под покровительством Французской академии наук для измерения дуги меридиана в Перу. По окончании работ экспедиции (1736—1743) Ульоа отправился на родину, но был захвачен в плен англичанами, находившимися тогда в войне с Испанией. Привезённый в Лондон, он за свои учёные заслуги не только жил на полной свободе, но получил обратно все свои бумаги и 11 декабря 1746 года был избран в члены Лондонского королевского общества. Был освобождён и наконец вернулся в Мадрид 25 июля 1746 года, вскоре после смерти Фелипе V, когда на трон взошёл Фернандо VI. После 11 лет путешествий был повышен в звании до capitán de navio и получил задание совершить поездку по Европе, чтобы собрать последние научные достижения.
Участие Ульоа в трудах экспедиции было очень ценным. По измеренной дуге меридиана в 3°7’4" он нашёл для дуги в 1° под экватором длину в 56 768 туазов, но при этом, как и некоторые другие из его сотрудников (Кондамин), упустил из виду необходимость приведения результатов измерения к уровню моря. Своему путешествию в Перу и произведённым там наблюдениям Ульоа посвятил следующие сочинения: «Relacion historica del viaje a la America meridional» («Исторический отчёт о поездке в Южную Америку»; Мадрид, 1748); «Observaciones astronomicas y fisicas hechas de órden de S. M. en los reinos del Peru; de las cuales se deduce la figura y magnitud. de la tierra, y se applica à la na-vegacion» (Мадрид, 1748; 2 изд., 1773); «Noticias americanas sobre la America meridional etc.» (там же, 1772). Второе из этих сочинений было составлено при соучастии товарища Ульоа, дона Хорхе Хуана.
Среди прочего он описал platina del Pinto — металл, который находили вместе с россыпным золотом в долине реки Пинто в Новой Гранаде). О существовании белого металла из Южной Америки писал ещё в 1557 году итальянский учёный Ю. Скалигер, однако Ульоа впервые дал достаточно подробное описание платины (название которой можно перевести как «серебришко», «плохое серебро»), отметив её исключительную тугоплавкость и трудность выделения из пород.
По освобождении из плена, Ульоа, возвратившись в отечество, своими знаниями и деятельностью много содействовал развитию в Испании промышленности и особенно морского дела. В 1762 году он был назначен начальником эскадры, посланной для принятия во владение Испании уступленной ей Луизианы, а в 1766 году сделан губернатором этой области. В 1768 году был изгнан жителями колонии в ходе начавшегося мятежа.
В 1780 году он назначен начальником эскадры, посланной к Азорским островам для захвата возвращающегося из Ост-Индии английского торгового флота, но не имел удачи в этом деле, за что и был уволен из военной морской службы, хотя и с сохранением прежнего почётного положения в морском министерстве.
Ульоа провёл остальную часть жизни на острове Леон, близ Кадиса, в уединении, преданный научным занятиям. Из астрономических работ Ульоа более замечательными были наблюдение в южной Испании прохождения Венеры по Солнцу в 1769 году и наблюдение на Атлантическом океане полного солнечного затмения 24 июня 1778 года. Это последнее наблюдение, подробно описанное в посвящённом ему сочинении Ульоа: «El eclipse de sol con el anillo refractario de sus rayos: la luz de este astro vista del través del cuerpo de la luna, ó antorcha solar en su disco etc.» (Мадрид, 1779; также в «Mémoires de l’Académie de Berlin», 1778, в «Vetensk. Acad. Handl.», 1778, и в «Philosophical Transactions», 1779), представило для современников особенный интерес, как по данному им впервые описанию солнечной короны, так и в особенности по указанию на появление во время затмения на тёмном диске Луны красной светлой точки, которую наблюдатель принял за отверстие в теле Луны. Кроме названных уже сочинений, Ульоа принадлежат ещё: «Conversaciones de Ulloa con sus tres hijos en servicio de la marina sobre las navegaciones y modo de hacertas etc.» (Мадрид, 1795); «Entretenimientos physico-historicos» (Мадрид, 1772) и «Of the earthquake at Cadix» («Philosophical Transactions», 1755; также в «Vetenskap. Acad. Handl.», 1756).